# Wolfgang Kühborth
Wolfgang Kühborth (* 10. September 1924 in Heidelberg; † 31. Januar 2017 in Ludwigshafen am Rhein) war ein Unternehmer und Vorstands- und Aufsichtsratsvorsitzender der KSB Aktiengesellschaft.

## Leben und Wirken
Wolfgang Kühborth bestand 1942 das Notabitur und war danach bis 1945 Kriegsteilnehmer. Nach seiner Kriegsgefangenschaft in Frankreich kehrte er 1948 nach Homburg zurück und studierte zunächst Volks- und Betriebswirtschaftslehre an der Universität des Saarlandes. Nach Ablegung des regulären Abiturs 1949 studierte er Maschinenbau an der TH Karlsruhe. In Karlsruhe wurde er Mitglied bei Corps Saxonia Karlsruhe und verantwortete 1951 als Consenior den ersten Pauktag in Karlsruhe nach dem Zweiten Weltkrieg. Sein Studium konnte er als Diplom-Ingenieur 1953 abschließen und besuchte auch das Centre d’Études Industrielles in Genf.
1954 trat er in den Familienbetrieb Klein, Schanzlin & Becker (KSB) und wurde Aufsichtsratsvorsitzender der Klein Pumpen GmbH. Von 1971 bis 1978 war er Vorstandsmitglied und Sprecher der KSB AG in Frankenthal und übernahm ab 1976 den Aufsichtsratsvorsitz der KSB AG. In diese Zeit fiel auch der Auf- und Ausbau von Produktionsstätten in Asien und Amerika und die Übernahme der französischen Unternehmen Pompes Guinard (1986) und AMRI (1989). 1986 promovierte er an der Wirtschaftswissenschaftlichen Fakultät an der Universität Mannheim und wurde 1987 zum Ehrensenator der Universität des Saarlandes ernannt.
1964 verzichtete er auf das aus der Klein-Familie stammende Familienerbe und überführte zusammen mit seinem Vater Otto Klein-Kühborth (1896–1976) das Vermögen in eine gemeinnützige Stiftung. Die KSB-Stiftung hält über die Klein Pumpen GmbH rund 80 Prozent der Stammaktien der KSB AG. 1993 übertrug Kühborth seinen verbliebenen Gesellschafteranteil an der Klein Pumpen GmbH ebenfalls an die Stiftung.
Seit 1999 werden Förderpreise von der KSB-Stiftung an Nachwuchswissenschaftler vergeben.

## Ehrungen
- Ehrensenator der Universität des Saarlandes (1987)[5]
- Officier de l’Ordre national du Mérite
- Ehrenvorsitzenden des KSB Aufsichtsrats
- Träger der Goldenen Bürgermedaille der Stadt Pegnitz (2004)[6]